# Prezydenci Gliwic
Prezydenci Gliwic

## Wójtowie Gliwic
- Jan 1316[1]
- Szymon Nierzand ok. 1550[2]

## Burmistrzowie Gliwic
- Stanisław Galasek 1557[3]
- Jerzy Nerzka 1558[3]
- Marcin Tryller 1577[4]

| Imię i nazwisko   | Rozpoczęcie sprawowania funkcji | Zakończenie sprawowania funkcji |
| ----------------- | ------------------------------- | ------------------------------- |
| Jerzy Dzierzek    | 1588                            | 1589                            |
| Andrzej Staffek   |                                 | 1593                            |
| Walentyn Obeszlo  | 1599                            | 1600                            |
| Marcin Strzoda    | 1601                            | 1601                            |
| Walentyn Obeszlo  | 1602                            | 1603                            |
| Walentyn Michałek | 1616                            | 1620                            |
| Jerzy Mandel      | 1620                            | 1623                            |
| Jan Frölich       | 1623                            | 1644                            |
| Maciej Foltek     | 1644                            | 1645                            |
| Martin Elsner     | 1747                            | 1808                            |
| Chytraeus         | ?                               | 1812                            |
| Rother            | 1812                            | 1816                            |
| Isidor Bauer      | 1816                            | 1 września 1832                 |
| Raymund Kössler   | 20 stycznia 1833                | 4 sierpnia 1839                 |
| Weidlich (p.o)    | 4 sierpnia 1839                 | 1 października 1840             |
| Franz Nerke       | 1 października 1840             | 1845                            |
| Eduard Teuchert   | 30 listopada 1854               | 1 stycznia 1875                 |

## Nadburmistrzowie Gliwic
| Imię i nazwisko                                    | Rozpoczęcie sprawowania funkcji | Zakończenie sprawowania funkcji |
| -------------------------------------------------- | ------------------------------- | ------------------------------- |
| Alfred Kreidel (do 28 października 1877 burmistrz) | 23 lipca 1875                   | 1899                            |
| Hermann Mentzel                                    | 13 czerwca 1899                 | 1912                            |
| D. Miethe                                          | 1913                            | 1925                            |
| Georg Geisler                                      | 1925                            | 1933                            |
| Josef Meyer                                        | 1933                            | 1945                            |

## Prezydenci Gliwic
| Imię i nazwisko                                                 | Rozpoczęcie sprawowania funkcji | Zakończenie sprawowania funkcji |
| --------------------------------------------------------------- | ------------------------------- | ------------------------------- |
| Wincenty Spaltenstein, po zmianie nazwiska Wincenty Szpaltowski | 18 marca 1945                   | 10 września 1945                |
| Stanisław Klimczak                                              | 1945                            | 1946                            |
| Jan Koj                                                         | 4 października 1946             | 6 maja 1948                     |
| Feliks Świerczak                                                | 8 maja 1948                     | 1 czerwca 1949                  |
| Marian Mikunicki                                                | 1 czerwca 1949                  | 18 listopada 1949               |
| Szczepan Jurzak                                                 | 18 listopada 1949               | 30 maja 1950                    |
| Tadeusz Kowalski                                                | 30 maja 1950                    | 3 czerwca 1950                  |
| Urząd zniesiony (1951–1973)                                     |                                 |                                 |
| Józef Antosz                                                    | 29 grudnia 1973                 | 1980                            |
| Janusz Krajewski                                                | 4 lipca 1980                    | 1986                            |
| Stanisław Błaut                                                 | 1986                            | 1989                            |
| Zbigniew Pańczyk                                                | 1989                            | 12 czerwca 1990                 |
| Andrzej Gałażewski                                              | 12 czerwca 1990                 | 6 listopada 1991                |
| Piotr Sarré                                                     | 6 listopada 1991                | 28 czerwca 1993                 |
| Andrzej Karasiński (p.o.)                                       | 28 czerwca 1993                 | 2 września 1993                 |
| Zygmunt Frankiewicz                                             | 2 września 1993                 | 23 października 2019            |
| Janusz Moszyński (jako komisarz)                                | 23 października 2019            | 9 stycznia 2020                 |
| Adam Neumann                                                    | 9 stycznia 2020                 | 30 kwietnia 2024                |
| Katarzyna Kuczyńska-Budka                                       | 7 maja 2024                     |                                 |